# Harper's Bazaar

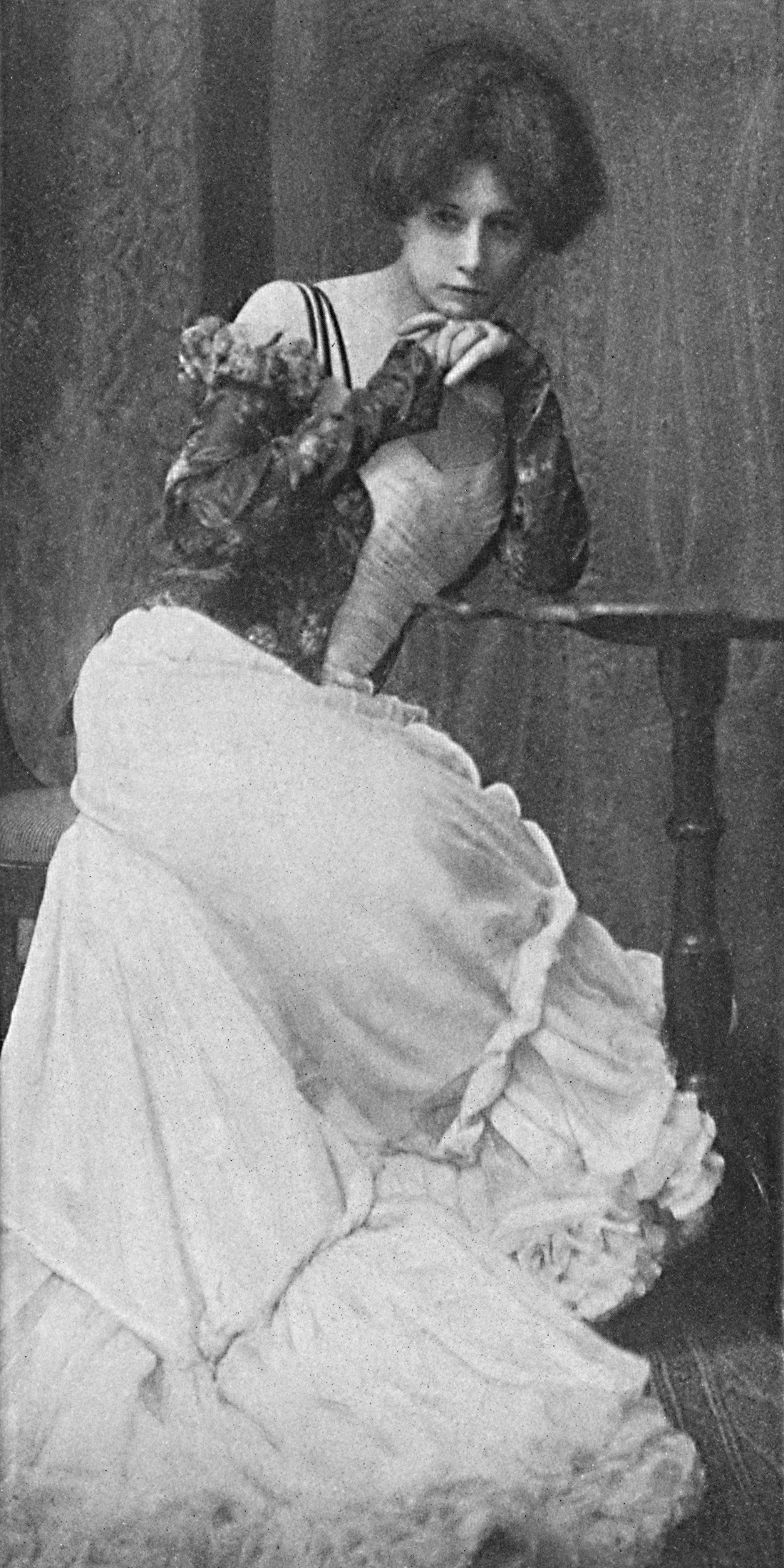
Zaida Ben-Yusufová: autoportrét, 1901, příležitostně přispívala do Harper’s Bazaaru

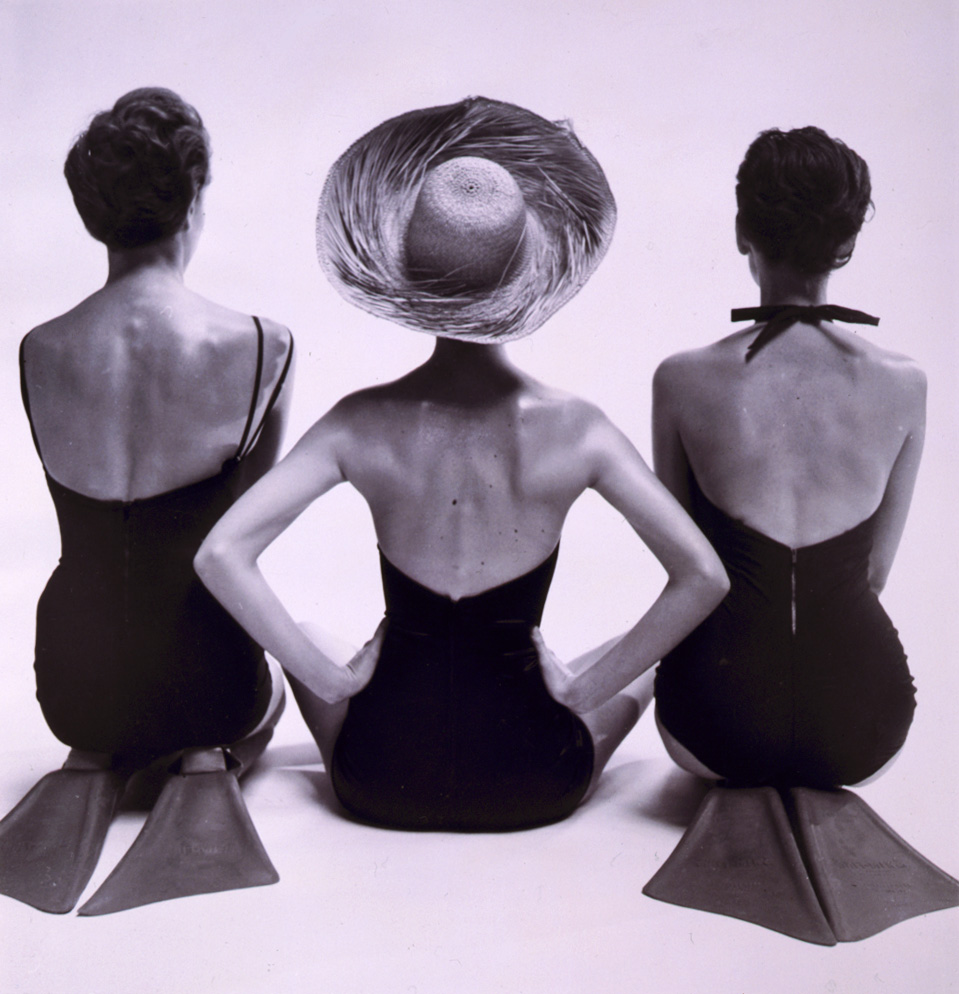
Toni Frissellová: Plavecká móda, leden 1950

Harper's Bazaar je americký módní časopis, který vyšel poprvé v roce 1867. Volně by se dal název magazínu přeložit jako „dobře oblečená žena a nebo také dobře naladěná mysl“. Měsíčník je zaměřen na čtenáře vyšší střední a horní třídy, sdružuje fotografy, umělce, designery a textaře a dává "sofistikovaný" pohled do světa módy, krásy a populární kultury.

## Historie
Od svého debutu v roce 1867 se zde vystřídala celá řada talentovaných editorů, fotografů a módních návrhářů:
- Módní novináři: Carmel Snow, Carrie Donovan, Diana Vreeland, Liz Tilberis, Alexey Brodovich, Brana Wolf[1]
- Fotografové: Louise Dahl-Wolfe, Man Ray, Diane Arbusová, Richard Avedon, Robert Frank, Inez van Lamsweerde, Craig McDean, André Kertész, Zaida Ben-Yusufová, Cecil Beaton, Patrick Demarchelier, Toni Frissellová a další.
- Ilustrátoři: Erté (Romain de Tirtoff) a Andy Warhol.
- Spisovatelé: Alice Meynell, Gloria Guinness a Eleanor Hoyt Brainerd.

### Avedonova léta (1945–1965)
Richard Avedon začal vytvářet módní portfolia pro Harper's Bazaar ve svých 22 letech. Jeho charakteristické snímky ukazovaly slušivou bezstarostnost a bezmeznou vitalitu. Avedonovy ženy skákaly přes obrubníky, jezdily na kolečkových bruslích po Place de la Concorde a žily svůj život v nočních klubech, předváděly, jak se užívá svoboda a jak vypadá móda poválečné éry.

### Období Carmely Snow (1933–1957)
Když se roku 1933 stala šéfredaktorkou Carmel Snow (bývalá editorka magazínu Vogue), přivedla fotožurnalistu Martina Munkácsiho na větrnou pláž, aby tam nafotografoval kolekci plavek. Když modelka běžela k fotoaparátu, Munkácsi udělal snímek, který se zapsal do historie módních časopisů. Až do té chvíle, byly téměř všechny módní fotografie pečlivě inscenované ve studiu.

### Další
V roce 1922 přijal nabídku stát se hlavním fotografem pro Harper's Bazaar v Paříži Adolf de Meyer, který tam strávil dalších 16 let.

## Šéfredaktoři
- Carmel Snow
- Carrie Donovan
- Diana Vreeland
- Liz Tilberis
- Alexey Brodovich